# Stichting Boekids
Stichting Boekids is een in Den Haag gevestigde stichting die zich richt op leesbevordering en cultuurparticipatie van jeugd. Zij organiseert literair-culturele activiteiten voor de jeugd met als hoofddoel: kinderen in aanraking brengen met literatuur en hen enthousiast te maken voor het lezen hiervan. Boekids maakt daarbij gebruik van verschillende kunstvormen zoals theater, gesproken woord, muziek en film. Samenwerkingsverbanden met veel verschillende organisaties in de literaire, culturele en educatieve wereld zijn voor Boekids van groot belang om een zo breed en gevarieerd mogelijk publiek te bereiken.
Stichting Boekids organiseert zowel in Nederland als in Suriname haar festiviteiten. In Nederland doet zij dit sinds 2000. In Suriname sinds 2002. In Suriname is het Boekidsfestival jaarlijks in april/mei. Minimaal een week lang worden dan allerlei verschillende culturele activiteiten opgezet op scholen, in kindertehuizen en culturele centra. Dit gebeurt onder andere in samenwerking met de Surinaamse organisatie The Back Lot.
In Nederland wordt jaarlijks in januari het Literair Jeugdfestival Boekids georganiseerd. In 2013 vindt het festival plaats op 20 januari in het Paard van Troje en Humanity House in Den Haag.